# La Grande Rivière
Pour les articles homonymes, voir Grande Rivière.
La Grande Rivière (cri : Chisasibi) est une rivière de la région administrative du Nord-du-Québec, Québec, au Canada. Il se jette sur le littoral Est de la baie James.

## Toponymie
Le nom français de ce cours d'eau résulte de la traduction partielle de Big River Post, désignation d'un poste de traite qui s'est substituée en 1807 à celle de Great River Post établi en 1803 par la Compagnie de la Baie d'Hudson. La Grande Rivière a donc porté le nom de Big River du début du XIXe siècle jusqu'au suivant. En langue crie, le nom de cette rivière est Tschishasipi et en inuktitut, Mailassikkut Kuunga ou rivière du groupe de Mailasi. Le segment à l'embouchure de ce cours d'eau est connu sous le nom cri d'Aauchikwaachikanaaniusich, nous pêchons avec un hameçon et une ligne.

## Géographie

### Hydrographie

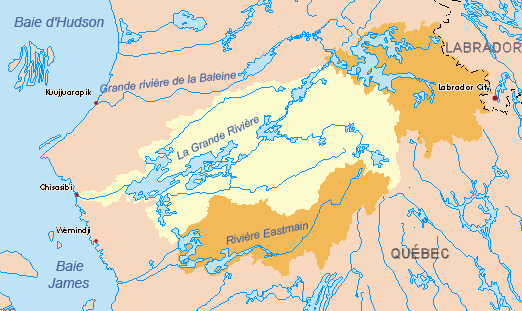
Bassin versant de La Grande Rivière.

Longue de 893 km, la Grande Rivière prend sa source au lac Nichicun sur le Plateau laurentien du Bouclier canadien à une élévation de plus de 500 mètres entre le réservoir Caniapiscau et le réservoir Manicouagan. Le cours d'eau coule vers la baie James à l'ouest et son cours moyen longe le parallèle 53° 40' de latitude Nord. Le bassin versant naturel de la Grande Rivière comprend 97 640 km2 et son débit naturel s'élève à environ 1 700 m3/s.
Avant le développement du potentiel hydroélectrique de la rivière, qui a doublé le débit moyen annuel à l'embouchure, la Grande Rivière était déjà le quatrième plus important cours d'eau du Québec, après le fleuve Saint-Laurent, la rivière des Outaouais et la rivière Koksoak, au Nunavik.
Elle compte quatre affluents majeurs ; à partir de l'amont les rivières Laforge, de Pontois, Sakami et Kanaaupscow. La rivière Laforge reçoit des apports des bassins versants supérieurs de la rivière Caniapiscau par le réservoir du même nom ainsi que de la Grande rivière de la Baleine par le bassin Fontanges. Les eaux de la rivière Eastmain arrivent dans le réservoir Robert-Bourassa après avoir remonté 200 km par les différents ouvrages du détournement Eastmain-Opinaca-La Grande (EOL)
| Mois      | Détournement Caniapiscau | Bassin Fontanges | La Grande-4 | La Grande-3 | Détournement EOL | La Grande-2 |
| --------- | ------------------------ | ---------------- | ----------- | ----------- | ---------------- | ----------- |
| Janvier   | 270                      | 16               | 375         | 240         | 335              | 220         |
| Février   | 215                      | 12               | 265         | 175         | 235              | 155         |
| Mars      | 170                      | 9                | 210         | 140         | 185              | 120         |
| Avril     | 155                      | 8                | 210         | 160         | 280              | 120         |
| Mai       | 1 020                    | 22               | 830         | 860         | 1 795            | 650         |
| Juin      | 2 315                    | 58               | 1 445       | 1 130       | 1 660            | 985         |
| Juillet   | 1 300                    | 50               | 1 085       | 685         | 920              | 690         |
| Août      | 1 075                    | 38               | 940         | 675         | 1 085            | 565         |
| Septembre | 960                      | 36               | 925         | 655         | 1 050            | 555         |
| Octobre   | 935                      | 36               | 945         | 705         | 1 150            | 640         |
| Novembre  | 650                      | 34               | 795         | 545         | 865              | 535         |
| Décembre  | 390                      | 24               | 580         | 400         | 560              | 350         |
| Moyenne   | 790                      | 29               | 715         | 530         | 845              | 465         |

### Climatologie
Le bassin versant de la Grande Rivière est situé dans la région climatique continentale froide de type subarctique. Le climat est caractérisé par des hivers froids et rigoureux et des étés doux, mais courts.

 ;
| Mois                              | jan.  | fév.  | mars  | avril | mai   | juin | jui. | août | sep.  | oct.  | nov.  | déc.  |
| --------------------------------- | ----- | ----- | ----- | ----- | ----- | ---- | ---- | ---- | ----- | ----- | ----- | ----- |
| Température minimale moyenne (°C) | −28   | −27,4 | −20,9 | −10,5 | −1,6  | 3,9  | 7,4  | 7,4  | 3,1   | −2    | −9,4  | −21,2 |
| Température moyenne (°C)          | −23,2 | −21,6 | −14,6 | −4,9  | 4,3   | 10,5 | 13,7 | 12,9 | 7,4   | 1,2   | −6,3  | −17,1 |
| Température maximale moyenne (°C) | −18,3 | −15,8 | −8,2  | 0,7   | 10,3  | 17,1 | 20   | 18,4 | 11,6  | 4,4   | −3,3  | −13   |
| Record de froid (°C)              | −40,9 | −44,6 | −38,5 | −31,4 | −13,5 | −6,6 | −0,9 | −0,5 | −7    | −16,7 | −29,2 | −40,3 |
| Record de chaleur (°C)            | 1,4   | 5     | 11,3  | 22,3  | 32,6  | 35   | 32,3 | 31,2 | 26,8  | 23,5  | 12,3  | 12,5  |
| Précipitations (mm)               | 31,8  | 21,8  | 29,3  | 31,5  | 40,3  | 64,8 | 79,5 | 85,2 | 106,9 | 86,5  | 66,3  | 40,1  |

## Établissements humains

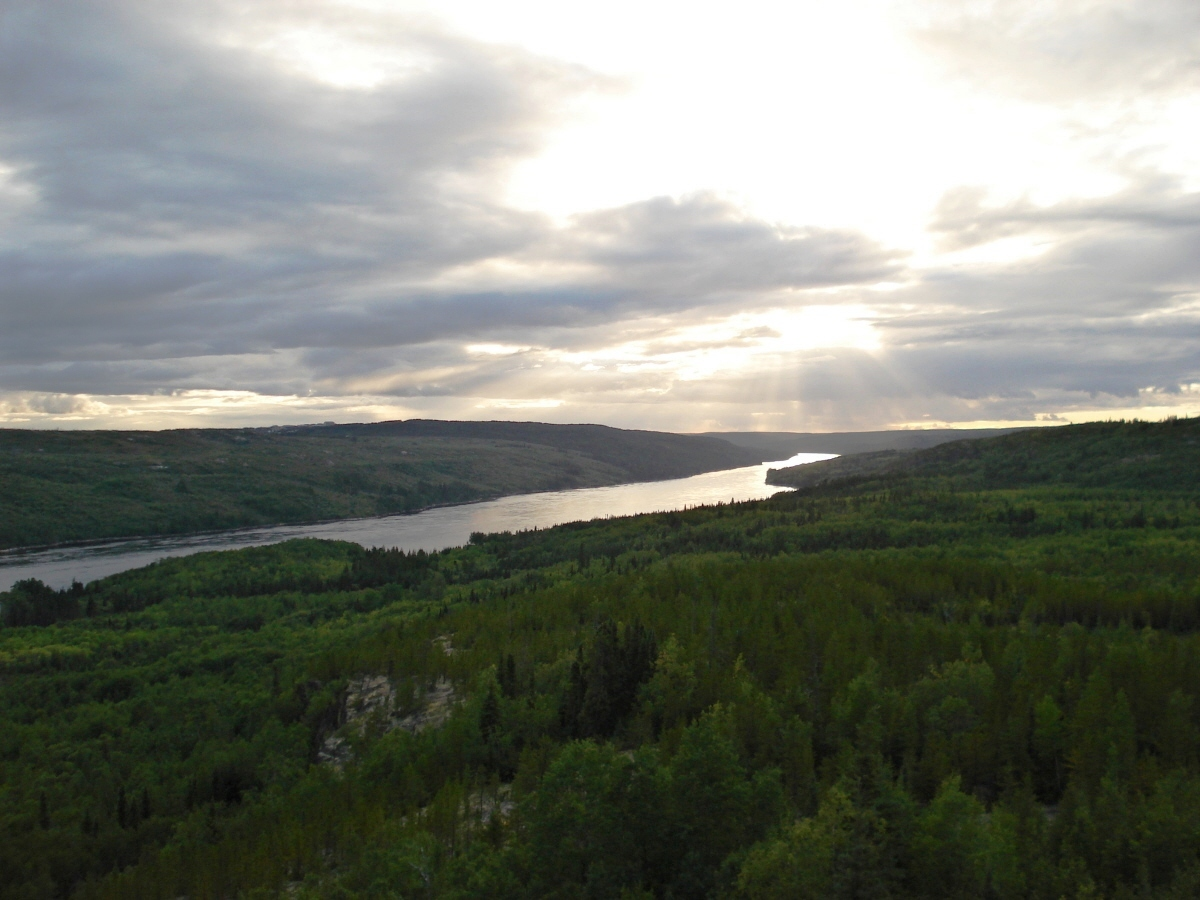
Coucher de soleil sur la Grande Rivière

Sur la rive sud de la Grande Rivière se trouvent le village cri de Chisasibi, à 10 km de son embouchure, et le village de Radisson, à environ 100 km de la baie James et dans les environs de la centrale hydroélectrique Robert-Bourassa. La plus grande partie du bassin versant de la Grande Rivière, dont les nombreuses centrales hydroélectriques, fait partie de la municipalité d'Eeyou Istchee Baie-James.

## Développement hydroélectrique
Depuis 1984, toutefois, les eaux du cours supérieur de la Caniapiscau, un affluent de la rivière Koksoak, et la rivière Eastmain et son affluent l'Opinica, au sud, ont été détournées vers la Grande Rivière dans le cadre du projet de la Baie-James, portant son débit moyen à environ 3 300 m3/s. Le nouveau bassin versant comprend environ 177 000 km2, soit 12 % de la superficie du Québec (ou le tiers de celle de la France métropolitaine).